# Funkley
La ville de Funkley est située dans le comté de Beltrami, dans l’État du Minnesota, aux États-Unis. Sa population s’élevait à 5 habitants lors du recensement de 2010.

## À noter
Funkley est la localité incorporée la moins peuplée de l’État.